# James Hannigan (Bischof)
James Hannigan (* 15. Juli 1928 in Glenfinn, County Donegal; † 6. März 1994 in Chester, Cheshire, England) war ein irischer römisch-katholischer Geistlicher und Bischof von Wrexham in Wales.

## Leben
James Hannigan empfing am 27. Juni 1954 in der Kirche Our Lady of Perpetual Help in Cloghan in seinem heimatlichen County Donegal im Norden Irlands das Sakrament der Priesterweihe für das walisische Bistum Menevia.
Papst Johannes Paul II. ernannte ihn am 13. Oktober 1983 zum Bischof von Menevia. Die Bischofsweihe spendete ihm sein Amtsvorgänger in Menevia, der Erzbischof von Cardiff, John Aloysius Ward OFMCap, am 13. November desselben Jahres in der Kathedrale des Bistums Menevia in Wrexham; Mitkonsekratoren waren die Daniel Joseph Mullins, Weihbischof in Cardiff, und Séamus Hegarty, Bischof seines Heimatbistums Raphoe in Irland.
Am 12. Februar 1987 ernannte ihn Papst Johannes Paul II. zum ersten Bischof des mit gleichem Datum errichteten Bistums Wrexham.
James Hannigan starb am 6. März 1994 im Alter von 65 Jahren im Countess of Chester Hospital in Chester. Sein Grab befindet sich auf dem Friedhof an der Ruabon Road in Wrexham.